# الکساندر مک‌دونالد
الکساندر مک‌دونالد (به انگلیسی: Alexander McDonald) سناتور سابق عضو حزب جمهوری‌خواه ایالات متحده آمریکا بود. وی در سال ۱۸۶۸ تا ۱۸۷۱ میلادی سناتور ایالت آرکانزاس در سنای ایالات متحده آمریکا بود.